# Boeing 737

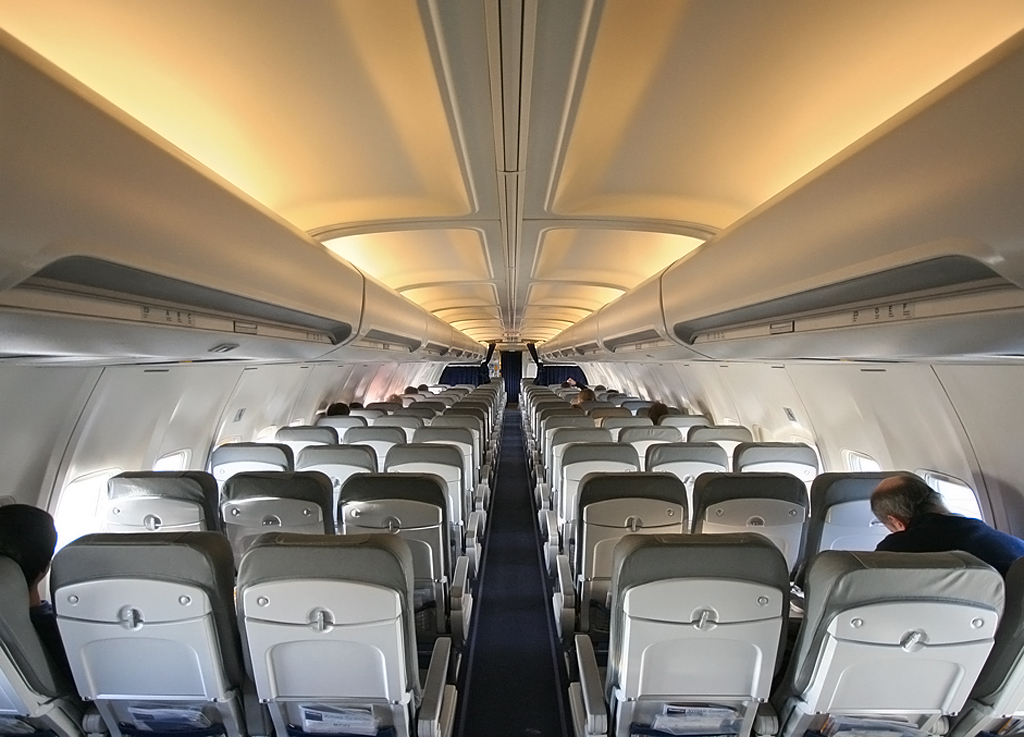
Interieur van een Boeing 737-300

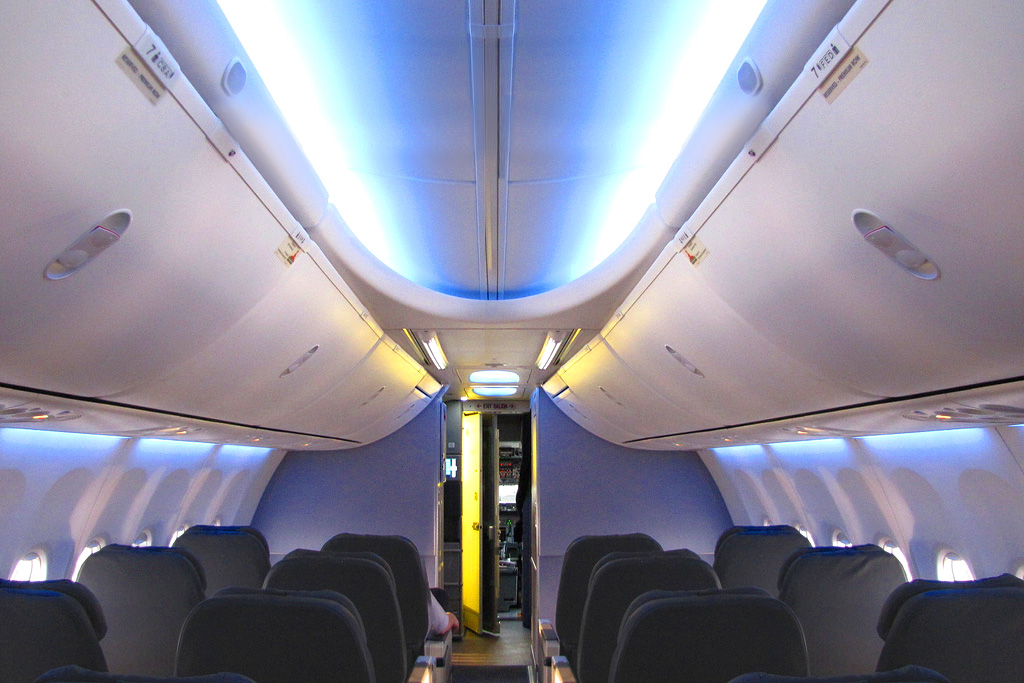
Interieur in de businessclass van een Boeing 737NG

De Boeing 737 is een tweemotorig narrow-body-passagiersvliegtuig, dat sinds 1967 door Boeing wordt vervaardigd. Met meer dan 10.000 gebouwde toestellen is het wereldwijd het bestverkochte verkeersvliegtuig. Southwest Airlines is wereldwijd de grootste gebruiker; in Europa heeft Ryanair de grootste vloot.

## Geschiedenis

### 737Original
Met het ontwerpen van de Boeing 737 werd begonnen in november 1964. De 737 werd ontworpen als aanvulling op de grotere 707- en 727-jetliners en als vliegtuig voor regionale vluchten. Aanvankelijk werd uitgegaan van een toestel voor 60 tot 85 passagiers, maar omdat de Duitse luchtvaartmaatschappij Lufthansa dat onvoldoende vond, werd het aantal stoelen vergroot tot 100. Een aantal onderdelen was gebaseerd op die van de Boeing 727, zoals de romp. De Boeing 737 (type 100) maakte op 9 april 1967 zijn eerste vlucht: een vliegtuig van 100 stoelen met een vliegbereik van 1100 km.
Lufthansa was de eerste afnemer met 24 toestellen van het type Boeing 737-100, waarvan er verder maar enkele werden gebouwd. Nog geen jaar na de introductie van de 737-100 kwam Boeing met de verlengde Boeing 737-200. De Boeing 737-200 was veel succesvoller dan de Boeing 737-100. Een Boeing 737-200 in all economy-class-uitvoering kon 129 passagiers vervoeren en had ten opzichte van de Boeing 737-100 een verdubbeld vliegbereik: 2200 km. Zo konden Europese chartermaatschappijen direct van het Europese vasteland naar de Canarische Eilanden vliegen.

### 737Classic
In 1980 begon Boeing met het ontwikkelen van een verlengde versie van de Boeing 737, de Boeing 737-300. Behalve een langere romp kreeg deze versie ook nieuwe motoren, de CFM-56. Deze pasten niet onder de vleugels. Om ze toch voldoende vrij van de grond te houden, werden ze 'voor' de vleugelrand geplaatst en werd de onderkant afgeplat. De 737-300 vloog voor het eerst in 1984. 
Later, in 1988, volgde de verder verlengde 737-400 en in 1989 de juist kortere Boeing 737-500, even groot als de 737-200. Deze nieuwe modellen worden tegenwoordig aangeduid als 737 'Classic', maar het is de tweede generatie van de 737.

### 737Next Generation
In het midden van de jaren negentig had Boeing weer een nieuwe serie 737 op de tekentafel liggen om in 1998 met de productie te beginnen, Boeing 737 Next Generation (NG). Belangrijkste verschil met de 'Classic' is de toepassing van een nieuw vleugelontwerp. De 737-500 en 737-300 werden opgevolgd door respectievelijk de even grote Boeing 737-600 (100-130 passagiers) en Boeing 737-700 (110-149 passagiers). Voor de 737-400 kwam de grotere Boeing 737-800 (150-189 passagiers), die dezelfde capaciteit kreeg als de concurrerende Airbus A320. Daarnaast volgde nog de verder verlengde Boeing 737-900 (150-189 passagiers). De 737-900 heeft hetzelfde aantal uitgangen als de kleinere 737-800 en heeft hierdoor dezelfde maximale capaciteit. Bij de 737-900ER zijn twee extra deuren toegevoegd waardoor de maximale capaciteit 215 passagiers bedraagt.

### 737MAX
In augustus 2011 maakte Boeing bekend wederom een nieuwe versie te gaan ontwikkelen, de 737 MAX. De bestaande varianten werden daarbij voorzien van een nieuwe generatie motoren, de CFM International LEAP-X (later LEAP-1). Deze motoren zijn 10 tot 12 procent zuiniger. Daarnaast werd technologie uit de Boeing 787 gebruikt. De 737 MAX werd vanaf 2017 geleverd.
De verschillende uitvoeringen van de 737 MAX komen qua capaciteit deels overeen met die van de Next Generation. De 737-800 wordt vervangen door de 737 MAX 8 en de 737-900 door de 737 MAX 9. De 737-700 krijgt een opvolger in de iets grotere 737 MAX 7 die 12 passagiers meer kan vervoeren door een langere romp. Een geheel nieuwe versie is de 737 MAX 10 voor 192 tot 232 passagiers. Van de 737 MAX 8 is ook een uitvoering beschikbaar met een twee extra deuren, de 737 MAX 8-200, waardoor er plaats is voor maximaal 200 passagiers.
De 737 MAX wordt gebouwd in Renton in de Amerikaanse staat Washington. De romp van het toestel wordt in een fabriek in Kansas gemaakt en per trein naar Renton vervoerd.

## Klanten

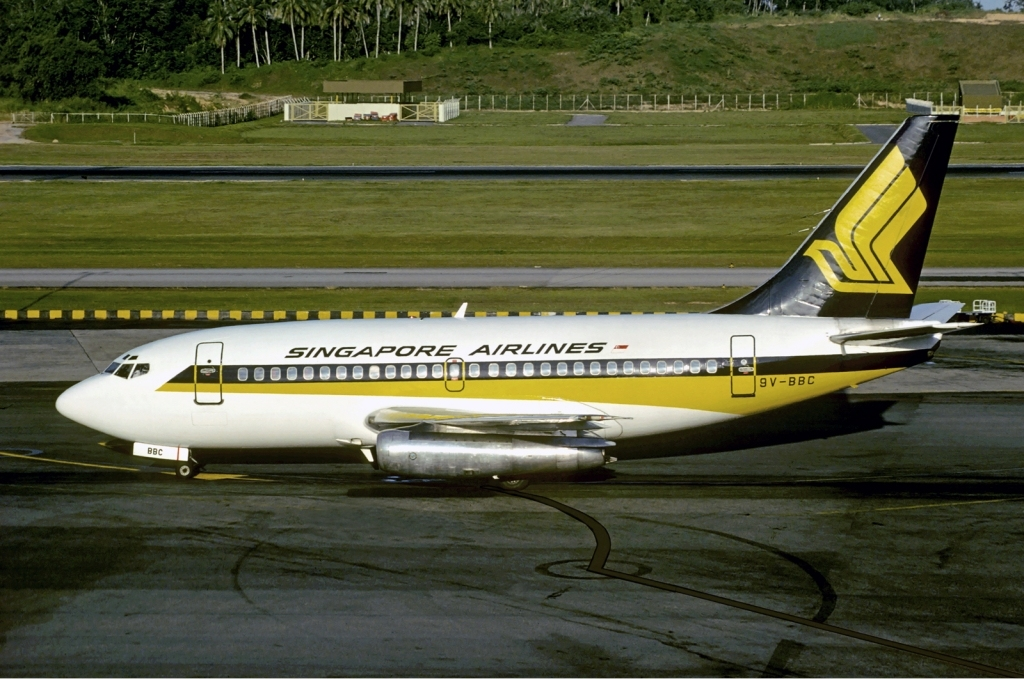
Boeing 737-100 van Singapore Airlines

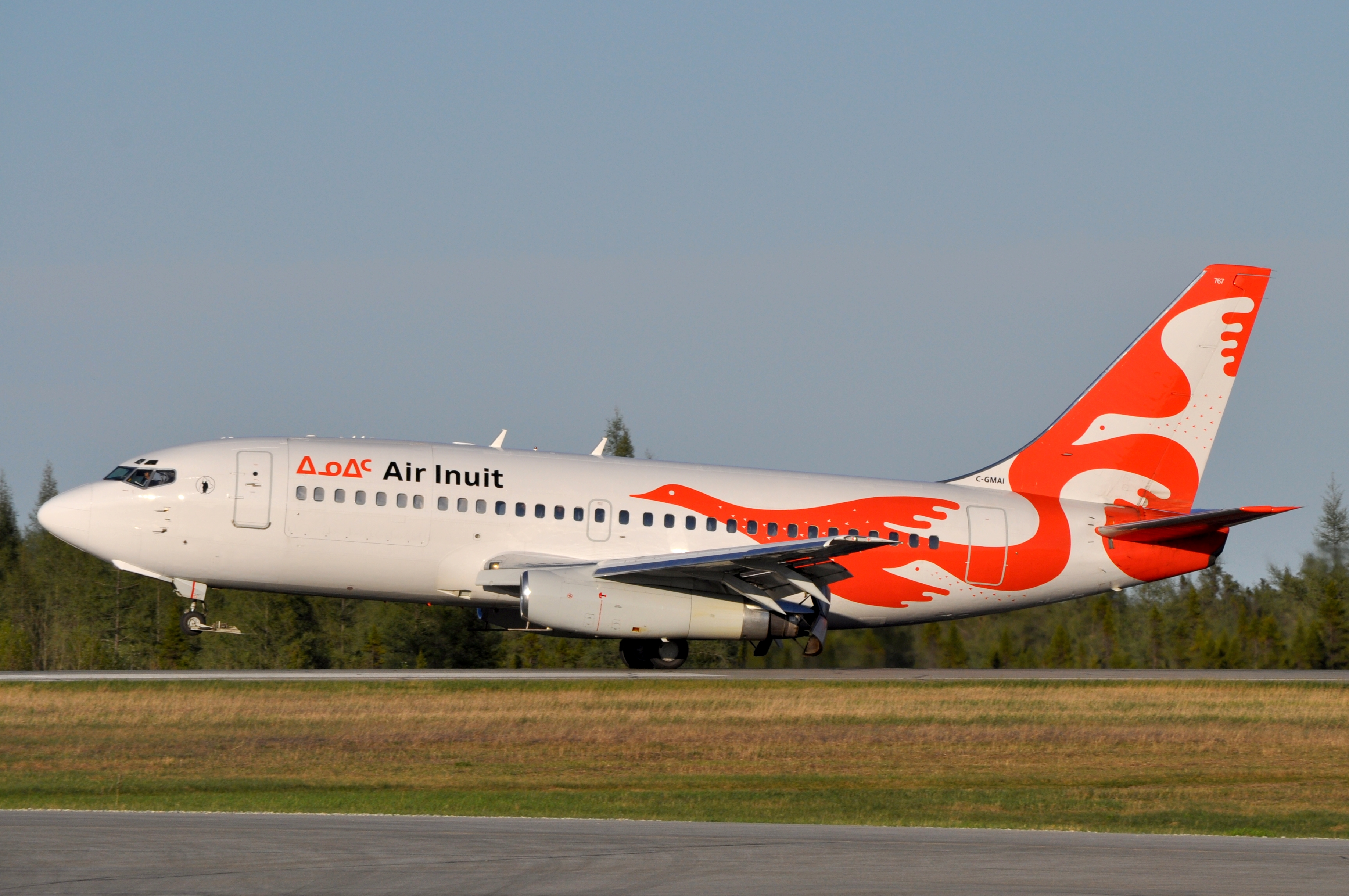
Boeing 737-200 van Air Inuit

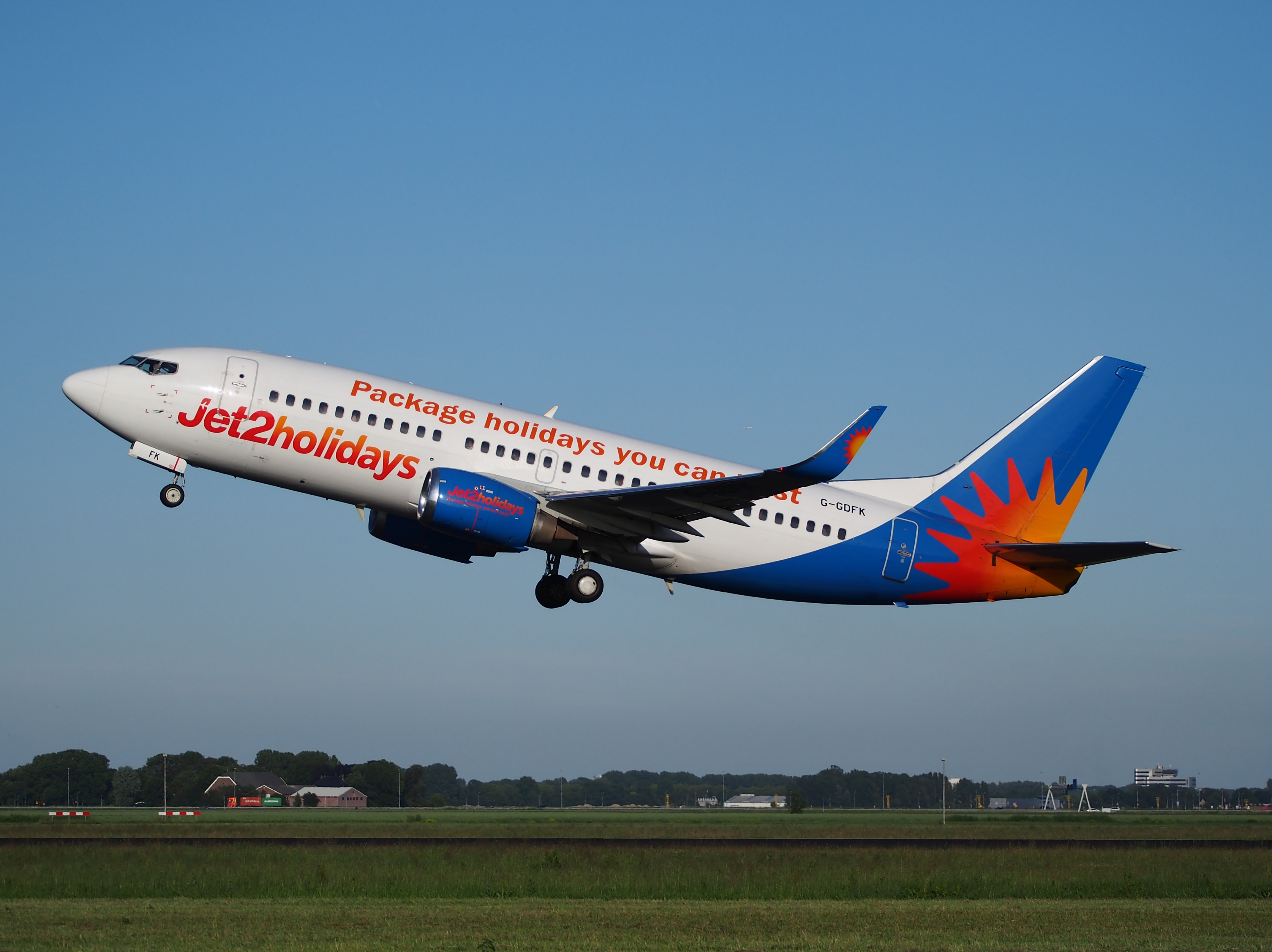
Boeing 737-300 van Jet2.com

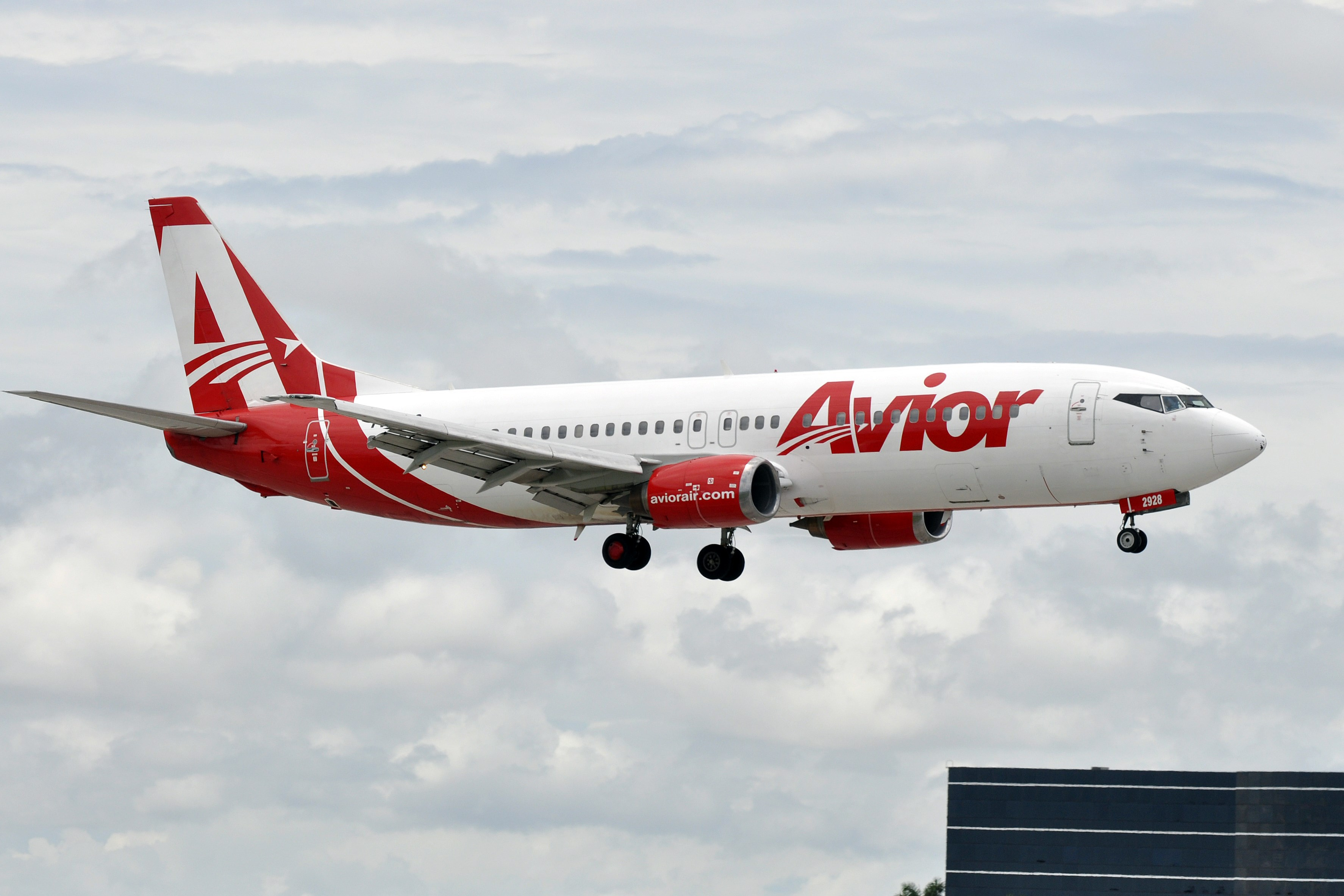
Boeing 737-400 van Avior Airlines

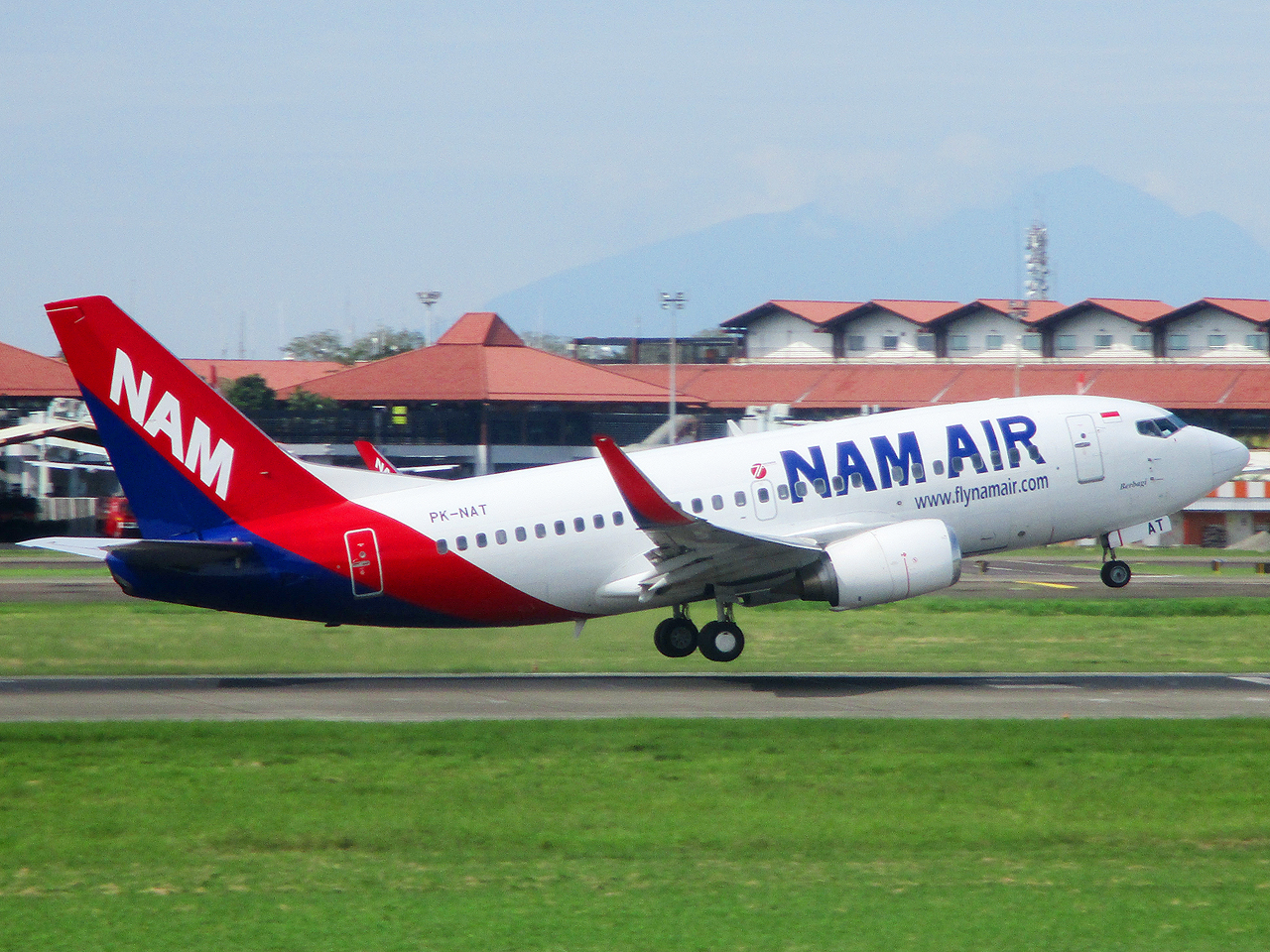
Boeing 737-500 van NAM Air

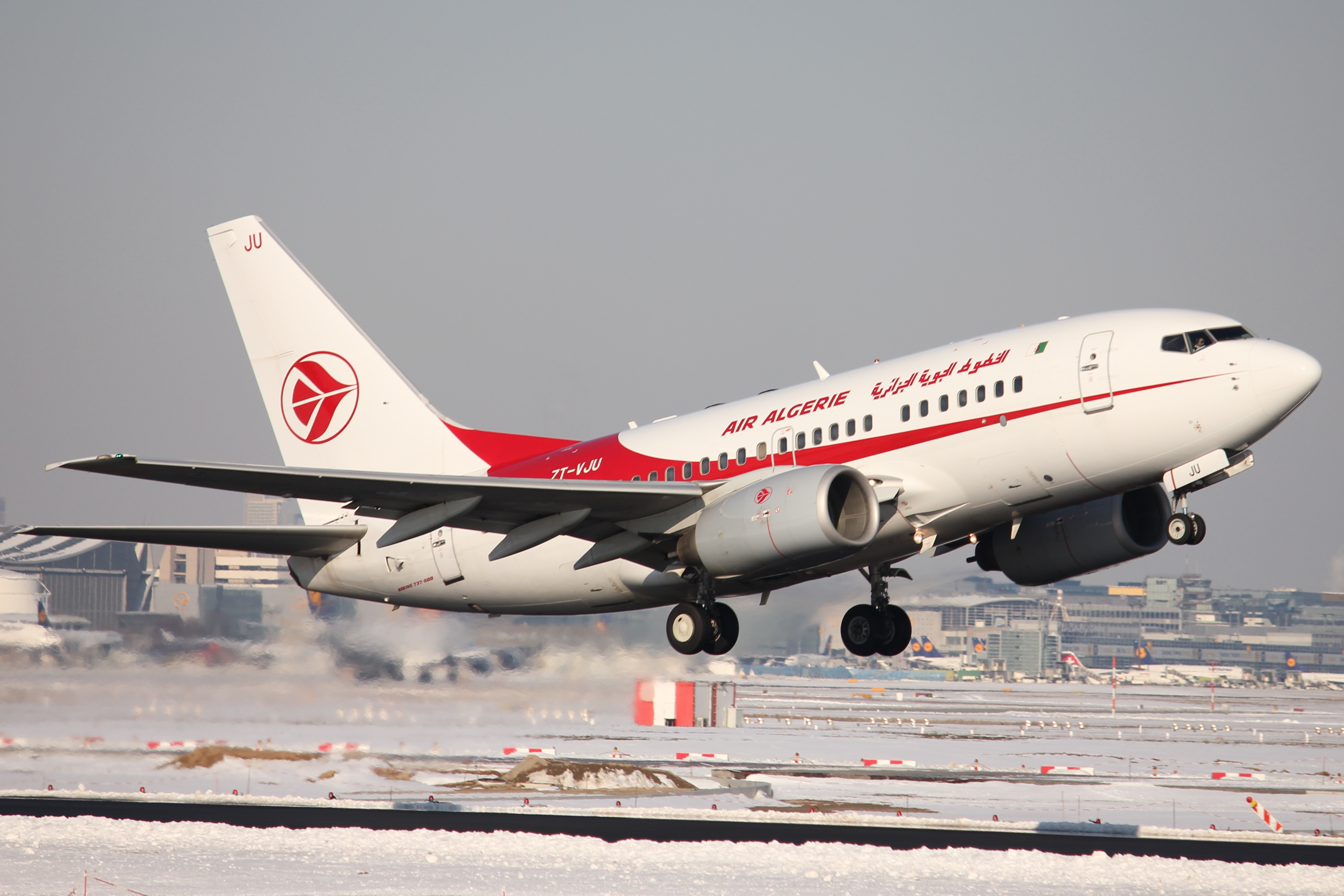
Boeing 737-600 van Air Algérie

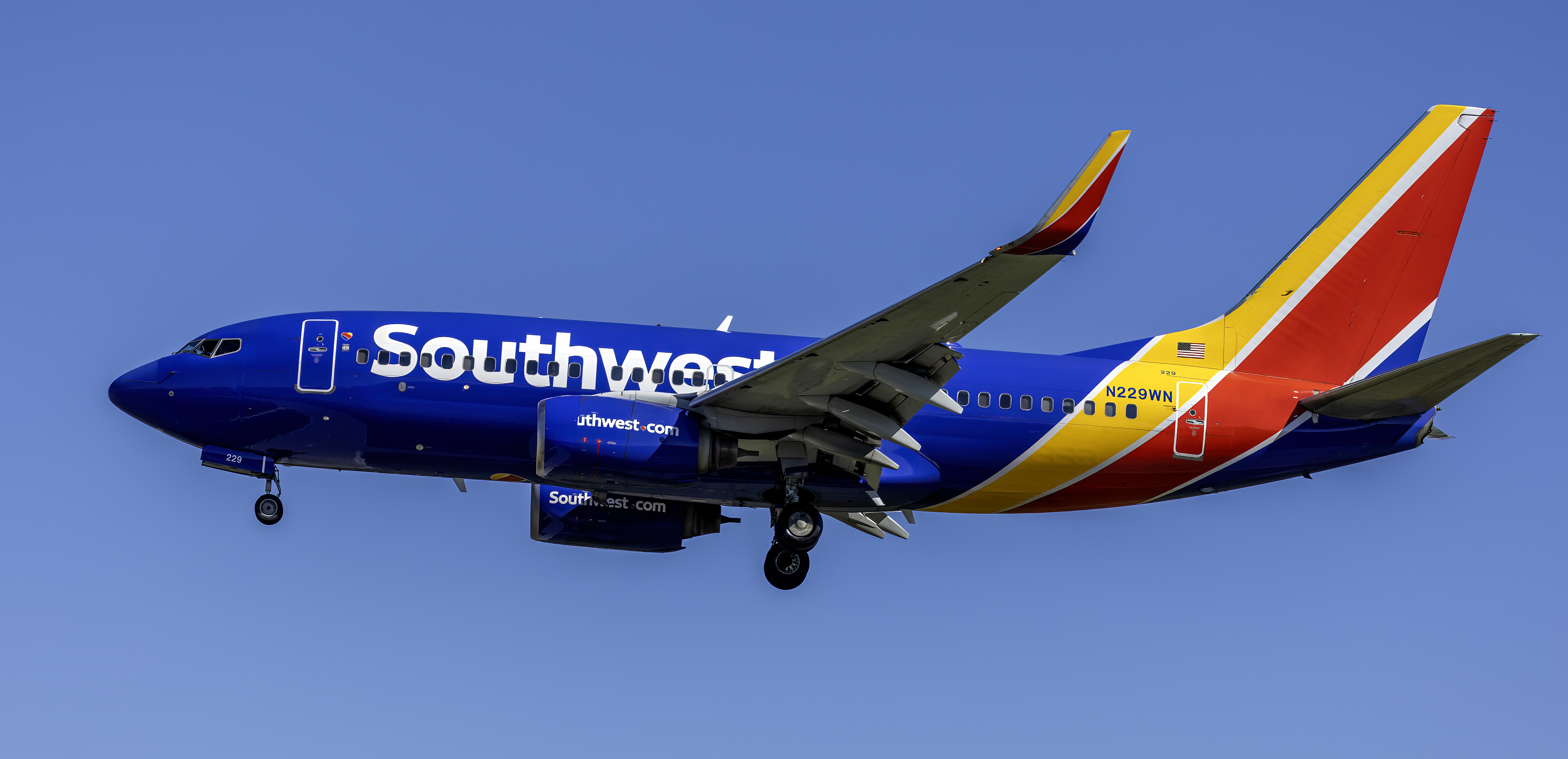
Boeing 737-700 van Southwest Airlines

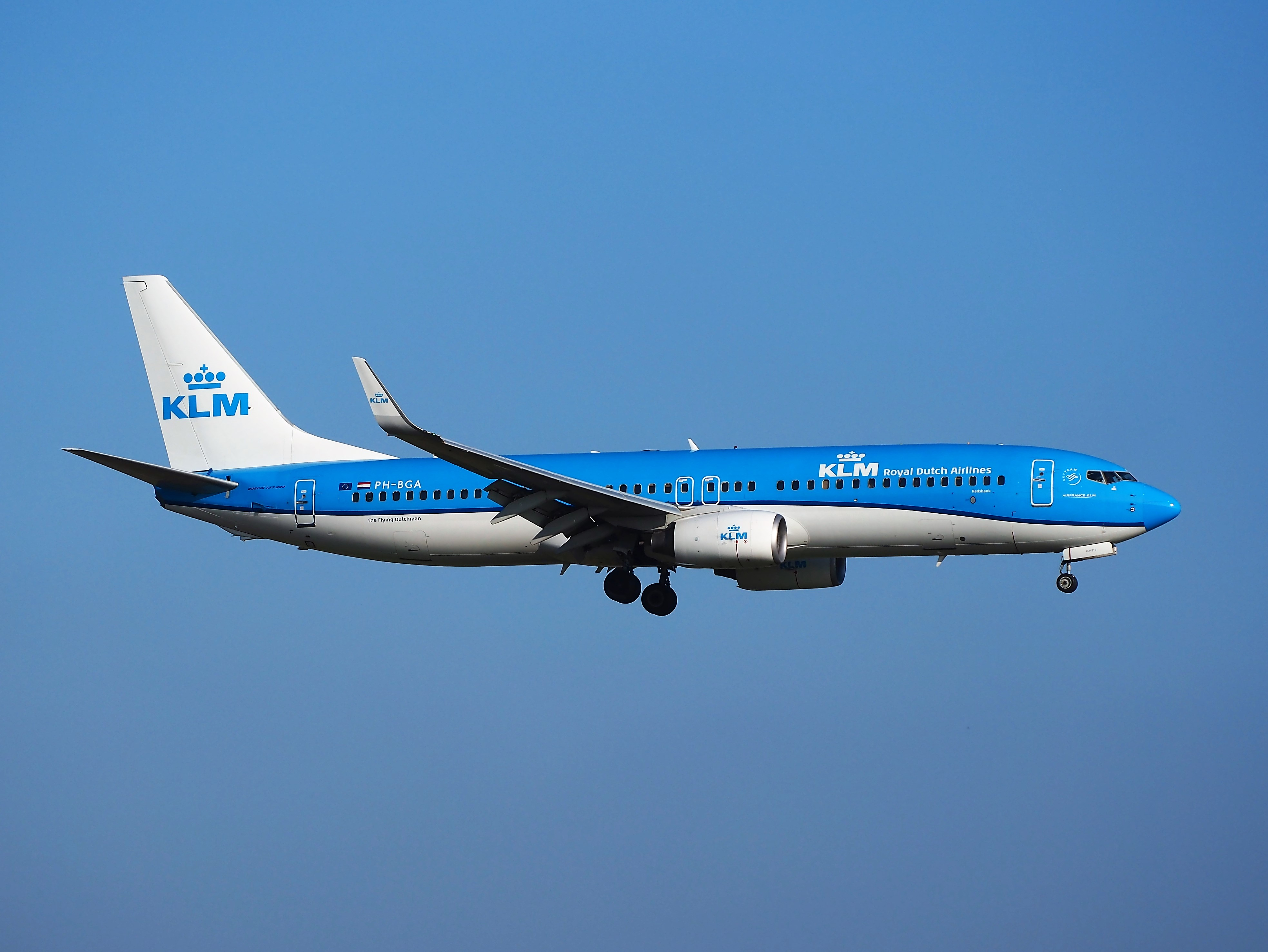
Boeing 737-800 van de KLM

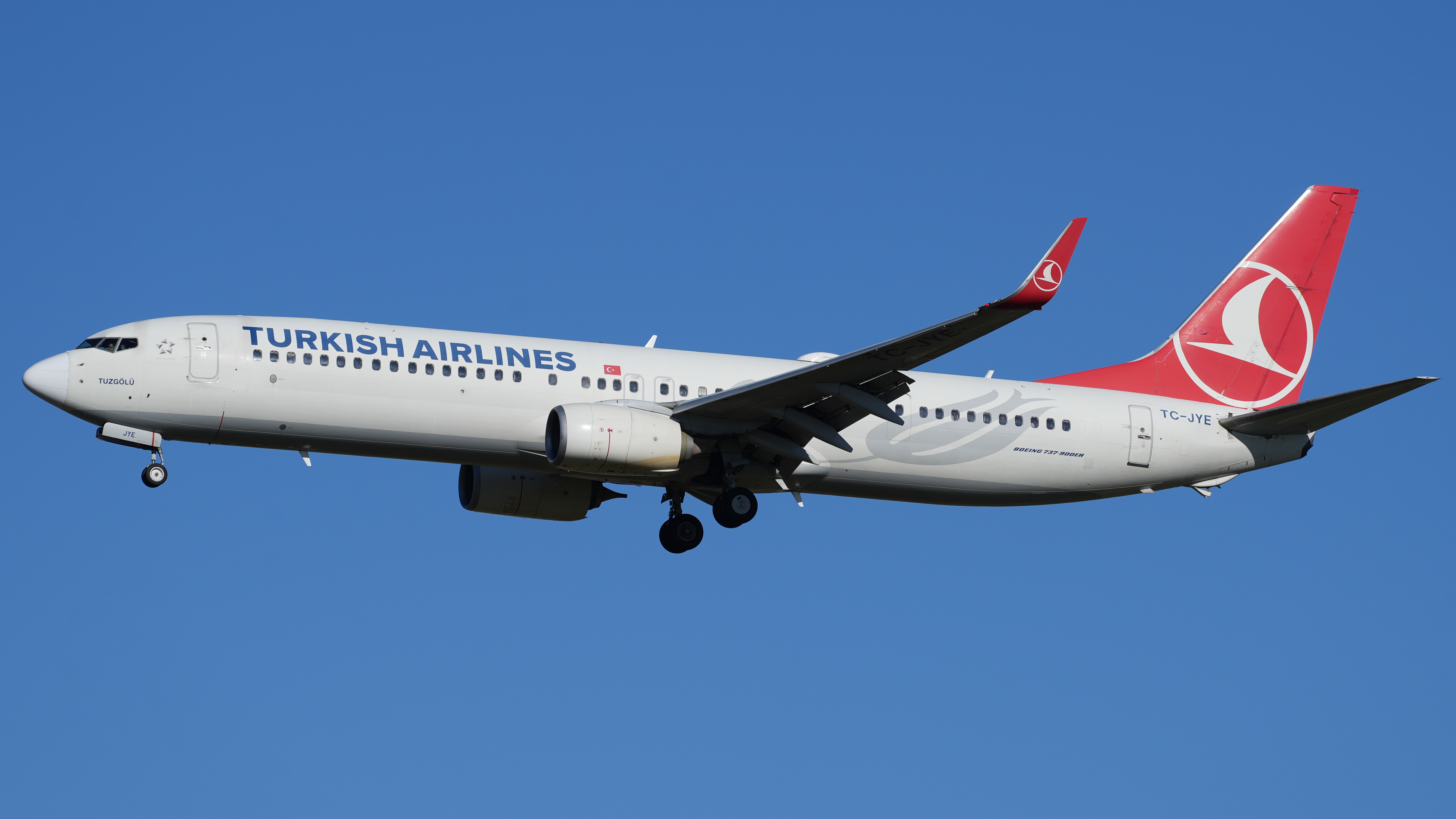
Boeing 737-900 van Turkish Airlines

De eerste afgeleverde Boeing 737-100 was bestemd voor Lufthansa. Het prototype werd gedurende dertig jaar gebruikt door NASA.

### Nederland
In Nederland is Transavia de oudste gebruiker van de Boeing 737; Transavia gebruikte sinds 1974 737-200's om de Caravelle-vloot te vervangen. Evenals door de KLM werden begin jaren tachtig orders geplaatst voor de Boeing 737-300 en deze kwamen bij beide maatschappijen vanaf 1986 in gebruik. Transavia was een van de eerste klanten die een order plaatste voor B737-800's. De vloot bestond uiteindelijk uit maximaal vijfendertig 737-800 en zeven 737-700.
Air Holland beschikte van 1993 tot en met 1999 over drie Boeing 737-300-vliegtuigen.
TUI had zes 737-800's in haar vloot, echter heeft TUI daarvan al vier uitgefaseerd. TUI heeft deze -800 toestellen vervangen voor de nieuwe 737 MAX 8 waarvan TUI er nu drie heeft.
KLM heeft eind 2011 afscheid genomen van de 737 Classics, waarvan KLM zestien 737-300's en elf 737-400's in haar vloot heeft gehad. De 737 Next Generation werd eveneens aangekocht en de vloot bestond uit  maximaal achttien 737-700's, negenentwintig 737-800's en vijf 737-900's. Koning Willem-Alexander, die als gastpiloot bij KLM werkt, heeft in 2017 zijn vliegbrevet voor de Boeing 737 gehaald.
Nederland heeft per augustus 2019 een nieuw regeringstoestel, een Boeing 737-700 BBJ1 (Boeing Business Jet)
Corendon Dutch Airlines vliegt met drie Boeings 737-800's.

### België
Brussels Airlines had vijf Boeing 737-300's en vijf Boeing 737-400's. TUI heeft vijf Boeing 737-700's, achttien Boeing 737-800's, en vier Boeing 737's MAX. TNT Airways heeft vijf Boeing 737-300F's en negen Boeing 737-400SF's. Sabena had elf 737's in haar vloot. SN Brussels Airlines had eveneens elf exemplaren van dit type.

### Grootste klanten
In januari 2018 hadden de volgende luchtvaartmaatschappijen (dus geen leasemaatschappijen) de grootste aantallen van de Boeing 737 besteld:
- Southwest Airlines: 1011 (778 geleverd)
- United Airlines: 757 (622)
- Ryanair: 641 (487)
- American Airlines: 405 (309)
- Lion Air: 387 (188)
- Flydubai: 311 (66)

De Volksrepubliek China is een nieuwe grote afzetmarkt. In 2017 ging een kwart van alle Boeing-toestellen naar Chinese luchtvaartmaatschappijen. In mei 2017 begon Boeing met de bouw van een fabriek in Zhoushan. De vliegtuigen worden vanuit de Verenigde Staten naar China gevlogen voor de laatste handelingen voor aflevering, zoals de installatie van het interieur en het laatste spuitwerk. Verder zijn er faciliteiten voor onderhoudswerkzaamheden. De fabriek is een joint venture met Commercial Aircraft Corporation of China (COMAC) en Boeing heeft US$ 33 miljoen in de fabriek geïnvesteerd. Het eerste vliegtuig, een Boeing 737 MAX, werd in december 2018 afgeleverd en de fabriek heeft een capaciteit van 100 Boeing 737-toestellen op jaarbasis.

## Versies
Alle modellen zijn tweemotorig, maar er bestaan talloze variaties, aangeduid door achtervoegsels:
- de 737-100 en 737-200 (Original)
- de 737-300, 737-400 en 737-500 (Classic)
- de 737-600, 737-700, 737-800, 737-900 en -900ER (Next generation)
- de 737-MAX 7, 737-MAX8 , 737-MAX 9, 737-MAX 10 (MAX)

De 737-100- en 737-200-toestellen zijn herkenbaar aan hun low bypass turbofanmotoren (buisvormige motoren), die voor en achter de vleugel uitsteken, en aan de omhooggebogen staartvin. Latere toestellen (vanaf de 737-300) hebben high bypass turbofanmotoren (vatvormige motoren) die aan de voorkant van de vleugel uitsteken, een vlakke onderkant en een knik aan de basis van de staart (dorsal fin).
Van de meeste 737-types bestaan toestellen die kunnen worden omgebouwd tot vrachtvliegtuig (Convertible), met stoelen gemonteerd op verwisselbare vloerdelen (Quick Change), of met passagiers en vracht gecombineerd (Combi). Daarnaast bestaan er privétoestellen voor zakenlieden (Executive, en 737-BBJ); versies voor de Amerikaanse luchtmacht (CT-43A, NT-43A en C-40A Clipper); toestellen voor patrouille (MP Surveiller, P-8 en 737-MMA); en een kleine versie van de AWACS (737-AEW&C).

### Zakenjet
De Boeing 737 kan ook als zakenjet geleverd worden voor zakelijke klanten. Een Boeing 737-zakenjet is in drie varianten leverbaar:
- BBJ1, gebaseerd op de Boeing 737-700, kan met 52 businessclassstoelen uitgerust worden;
- BBJ2, gebaseerd op de Boeing 737-800, kan met 90 businessclassstoelen uitgerust worden;
- BBJ3, gebaseerd op de Boeing 737-900ER, kan met ongeveer 100 businessclassstoelen uitgerust worden.

Hij kan ook ingericht worden met slaapkamer, badkamer en/of kantoor. De Business Jet Boeing 737 wordt standaard afgeleverd met sterkere vleugels, ruimere brandstofvoorzieningen en sterkere motoren. Het vliegbereik van een zakenjet is afhankelijk van de versie, van 7.000 tot 10.000 km. Zo kan een Business Jet Boeing 737 gemakkelijk de Atlantische Oceaan oversteken. De actieradius van de standaardversies van de Boeing 737-700, 737-800 en 737-900 is 5400 km. Dit type toestel is ook het Nederlands regeringstoestel.

## Kenmerken
Kenmerken van de 737:
- kruissnelheid: 0,73 tot 0,82 mach (bij 0,78 mach zo'n 516 knopen oftewel ongeveer 956 km/h)
- vliegplafond: 9.750 tot 12.500 meter (32.000 tot 41.000 voet) (afhankelijk van het type)
- voortstuwing: twee JT8D (100, 200), CFM56-3 (300, 400, 500), CFM56-7 (600, 700, 800, 900, 900X) of CFM LEAP-1B (MAX 7, 8, 9, 10) turbofanmotoren
- spanwijdte: tussen 28,35 en 35,79 meter
- capaciteit: 85 (737-100) tot 215 passagiers (737-900ER)

De 737 Next Generation, waaronder de -600, -700, -800 en -900, heeft zes lcd-schermen ter vervanging van de analoge instrumenten.

## Ongevallen
Hieronder een (onvolledige) lijst van ongevallen waarbij een Boeing 737 betrokken was.
- Op 17 juli 2000 stortte Alliance Air-vlucht 7412, uitgevoerd met een 737-200, neer in India. Er vielen 61 doden, waaronder vijf mensen op de grond.
- Op 14 augustus 2005 stortte een 737-300 van Helios Airways neer in Griekenland. Er vielen 121 doden.
- Op 23 augustus 2005 stortte TANS Perú-vlucht 204, uitgevoerd met een 737-200, neer in Peru. Er vielen 43 doden.
- Op 30 september 2006 stortte een 737-800 van Gol Linhas Aereas neer in Brazilië. Er vielen 155 doden.
- Op 1 januari 2007 stortte een 737-200 van Aviation Development Company Airlines neer in Nigeria. Er vielen 97 doden.
- Op 1 januari 2007 stortte Adam Air-vlucht 574, uitgevoerd met een 737-400, neer in Indonesië. Er vielen 104 doden.
- Op 7 maart 2007 stortte een 737-400 van Garuda Indonesia neer in Indonesië. Er vielen 21 doden.
- Op 5 mei 2007 stortte een 737-800 van Kenya Airways neer in Kameroen. Er vielen 114 doden.
- Op 24 augustus 2008 stortte een 737-200 van Itek Air neer nabij de Kirgizische hoofdstad Bisjkek. Er vielen 65 doden.
- Op 14 september 2008 stortte Aeroflot-vlucht 821, uitgevoerd met een 737-500, neer bij het naderen van het vliegveld van Perm. Er vielen 88 doden.
- Op 25 februari 2009 stortte Turkish Airlines-vlucht 1951, uitgevoerd met een 737-800, neer nabij de luchthaven Schiphol. Er vielen 9 doden.
- Op 25 januari 2010 stortte Ethiopian Airlines-vlucht 409, uitgevoerd met een 737-800, vlak na vertrek uit Beiroet in de Middellandse Zee. Er vielen 90 doden.
- Op 13 april 2010 schoot Merpati Nusantara Airlines-vlucht 836, uitgevoerd met een 737-300, bij Manokwari door over de landingsbaan. Er raakten 23 mensen gewond.
- Op 22 mei 2010 stortte Air India Express-vlucht 812, uitgevoerd met een 737-800, neer nabij de luchthaven van Mangalore in India. Er vielen zeker 158 doden.
- Op 16 augustus 2010 verongelukte Aires-vlucht 8250, uitgevoerd met een 737-700, bij de luchthaven van Gustavo Rojas Pinilla in Colombia. Het toestel raakte de grond voor het begin van de landingsbaan. Er vielen twee doden.
- Op 20 augustus 2011 stortte een 737-200 van First Air neer bij Resolute Bay in het poolgebied van Canada. Er vielen 12 doden.[8]
- Op 20 april 2012 stortte een 737-200 van Bhoja Air neer bij Benazir Bhutto International Airport bij Islamabad. Geen van de 127 inzittenden overleefde het ongeluk.[9]
- Op 13 april 2013 raakte een 737-800 van Lion Air bij Bali te water tijdens de nadering van de luchthaven Ngurah Rai. Er vielen geen doden.[10]
- Op 17 november 2013 stortte een 737-500 van Tatarstan Airlines neer nabij de luchthaven Kazan. Er vielen 50 doden.[11]
- Op 19 maart 2016 stortte een 737-800 van Flydubai neer nabij de Luchthaven Rostov aan de Don. Er vielen 62 doden.
- Op 28 maart 2017 brandde een 737-300 van Peruvian Airlines uit die na een harde landing, waarbij het landingsgestel bezweek, van de baan schoof. Er waren 29 lichtgewonden.[12]
- Op 17 april 2018 deed zich op vlucht 1380 van Southwest Airlines dat van New York-LaGuardia op weg was naar Dallas in de Verenigde Staten een motorstoring voor waarbij een fan-blad afbrak dat schade toebracht aan de motor behuizing. Ook een raam werd ernstig beschadigd, als gevolg hiervan kreeg het vliegtuig te maken met een explosieve decompressie en moest de Boeing 737-700 een noodlanding maken op Philadelphia International Airport. Bij het incident kwam een persoon om het leven, zeven anderen raakten lichtgewond.
- Op 18 mei 2018 verongelukte vlucht CU-972 van Cubana de Aviación nabij de luchthaven van José Martí International Airport. De vlucht werd uitgevoerd met een Boeing 737-200 Adv., een vliegtuig geleased van Global Air (Aerolíneas Damojh, S.A. de C.V.). Er waren 107 passagiers aan boord en 6 bemanningsleden. Het toestel was op weg van Havanna naar Holguín. Er vielen 112 doden.[13]
- Op 29 oktober 2018 in de ochtend (lokale tijd) stortte Lion Air-vlucht 610, een Boeing 737 MAX 8 van Lion Air, neer in de Javazee. De 181 passagiers en 8 bemanningsleden kwamen hierbij om het leven. De oorzaak van het ongeval is nog onduidelijk. In de vlucht ervoor waren er problemen met o.a. de hoogte en snelheidsmetingen.[14]
- Op 10 maart 2019 in de ochtend stortte Ethiopian Airlines-vlucht 302 neer 6 minuten na het opstijgen. De Boeing 737 MAX 8 was op weg van de Ethiopische hoofdstad Addis Abeba naar de Keniaanse hoofdstad Nairobi. Het ongeluk gebeurde op zo'n 50 kilometer ten zuidoosten van de hoofdstad Addis Abeba. Alle 149 passagiers en 8 bemanningsleden kwamen om het leven bij de crash. Het toestel was 4 maanden in gebruik.[15] Naar aanleiding van dit tweede ongeluk besloten wereldwijd alle maatschappijen hun toestellen van dit type voorlopig aan de grond te houden. De oorzaak van het ongeval wordt onderzocht. Het incorrect functioneren van het Maneuvering Characteristics Augmentation System heeft een grote rol gespeeld bij het ongeval.
- Op 21 maart 2022 stortte China Eastern Airlines-vlucht 5735, een Boeing 737-800 van China Eastern, neer in het bergachtige gebied van de Chinese regio Guangxi. Alle 132 inzittenden zijn omgekomen. De oorzaak van het ongeval is onbekend.
- Op 29 december 2024 schuift Jeju Air-vlucht 2216, een Boeing 737-800, in Muan, Zuid-Korea aan het einde van de landingsbaan van de baan en botst op een wal. Hierdoor vliegt het toestel in brand en explodeert het. 179 van de 181 inzittenden komen om het leven. Twee bemanningsleden worden gewond uit de staart van het toestel gehaald.